# Boïlgues
El riu Boïlgues (en castellà Bohilgues) és un afluent del riu Túria. El seu curs discorre pels termes municipals de Vallanca i Ademús, i en aquest últim lloc desemboca al Túria. Es troba en la comarca valenciana del Racó d'Ademús. És també conegut amb el nom de riu Vallanca.

## Topografia
El riu Boïlgues i el riu Ebrón constitueixen els dos principals afluents del Túria a la comarca del Racó. No obstant això, el Boïlgues és l'únic que naix i mor en la mateixa comarca. És també l'únic que presenta un cabal anual relativament constant, ja que la resta d'afluents -excepte el citat Ebrón- acostumen a ser rambles i barrancs amb règims secs en estiu.

## Paisatge i patrimoni
Al llarg del curs del Boïlgues se succeeixen els bancals escalonats d'horta amb cultius de regadiu. Hi són especialment característiques les nogueres, que ja en el segle xviii el botànic Cavanilles les qualificava de "monstruoses" per la seva mida. El seu curs també s'ha aprofitat tradicionalment per a l'establiment de molins fariners, dels quals hi ha un bon nombre distribuïts en el seu recorregut, alguns d'ells datats d'època musulmana, com el molí de la Vila d'Ademús. També en dates més recents es va construir una xicoteta central elèctrica, en el curs mitjà, avui en desús. Un lloc per destacar és la Fuente del Tío Juan Manzano i l'Azud. A la vora del seu curs també van existir diverses ermites, com l'ermita de la Mare de Déu del Rosell d'Ademús, que es troba poc abans de desembocar el Boïlgues al riu Túria.

## Microreserva natural del Boïlgues
Si per alguna cosa destaca aquesta zona fluvial és per l'excepcional conservació de l'hàbitat natural. Les vores del riu Boïlgues presenten un interessant i diversificat aparador de flora i fauna autòctona, amb una exuberant vegetació de ribera. En l'actualitat, el curs del Boïlgues constitueix una microreserva natural de flora protegida. El seu interés natural el fa especialment adequat per a la realització de rutes senderistes: el curs del riu coincideix amb part del PR-V 131.6 o ruta del Bohilgues i de la Vall.